# Diecezja Meath
Diecezja Meath – diecezja Kościoła katolickiego w Irlandii. Istnieje od 552. Obecnym ordynariuszem jest biskup Thomas Deenihan.

## Biskupi diecezjalni
- Patrick Plunkett OCist, 1669–1679
- James Cusack, 1679–1688
- Patrick Tyrrell OFM, 1688–1692
- Jacob Fagan, 1707–…
- Luke Fagan, 1713–1729
- Stephen MacEgan OP, 1729–1756
- Augustine Cheevers OSA, 1756–1778
- Patrick Joseph Plunkett, 1778–1827
- Robert Logan, 1827–1830
- John Cantwell, 1830–1866
- Thomas McNulty, 1866–1898
- Matthew Gaffney, 1899–1906
- Laurence Gaughran, 1906–1928
- Thomas Mulvany, 1929–1943
- John D’Alton, 1943–1946
- John Anthony Kyne, 1947–1966
- John McCormack, 1968–1990
- Michael Smith, 1990–2018
- Thomas Deenihan, od 2018